# Patelloa leucaniae
Patelloa leucaniae là một loài ruồi trong họ Tachinidae.